# Ligne symétrique
 (février 2023).
Si vous disposez d'ouvrages ou d'articles de référence ou si vous connaissez des sites web de qualité traitant du thème abordé ici, merci de compléter l'article en donnant les références utiles à sa vérifiabilité et en les liant à la section « Notes et références ».
Une ligne relie
- une source, une sortie d'un émetteur
- à une charge, une entrée d'un récepteur, une destination.

Chacun de ces termes se réfère à un sens précis, mais s'utilise, par métonymie, pour les extrémités de la ligne en général.
Une ligne symétrique est un groupe de deux conducteurs ayant exactement la même relation à la masse, acheminant un signal électrique, d'une source vers une charge. Le signal étant la différence de potentiel entre les deux conducteurs, on parle de signalisation différentielle. Par opposition, dans une ligne asymétrique, le signal est la tension entre un seul conducteur et la masse.
- Les lignes téléphoniques sont réalisées en paires torsadées :
  - autrefois deux fils de cuivre écartés de 20 cm faisant un quart de tour à chaque poteau (20 m) ;
  - aujourd'hui deux fils de cuivre en gaine plastique.
- Les câbles symétriques utilisés dans le matériel audio professionnel utilisent des paires torsadées blindées, c'est-à-dire enveloppées d'une gaine conductrice mise à la masse.
- Le câble catégorie 5 utilisé pour les transmissions Ethernet d'ordinateur à ordinateur est composé de 4 lignes symétriques torsadées avec un pas différent pour limiter leur influence réciproque.
- Les lignes bifilaires utilisées en émission et réception haute-fréquence sont des lignes symétriques.

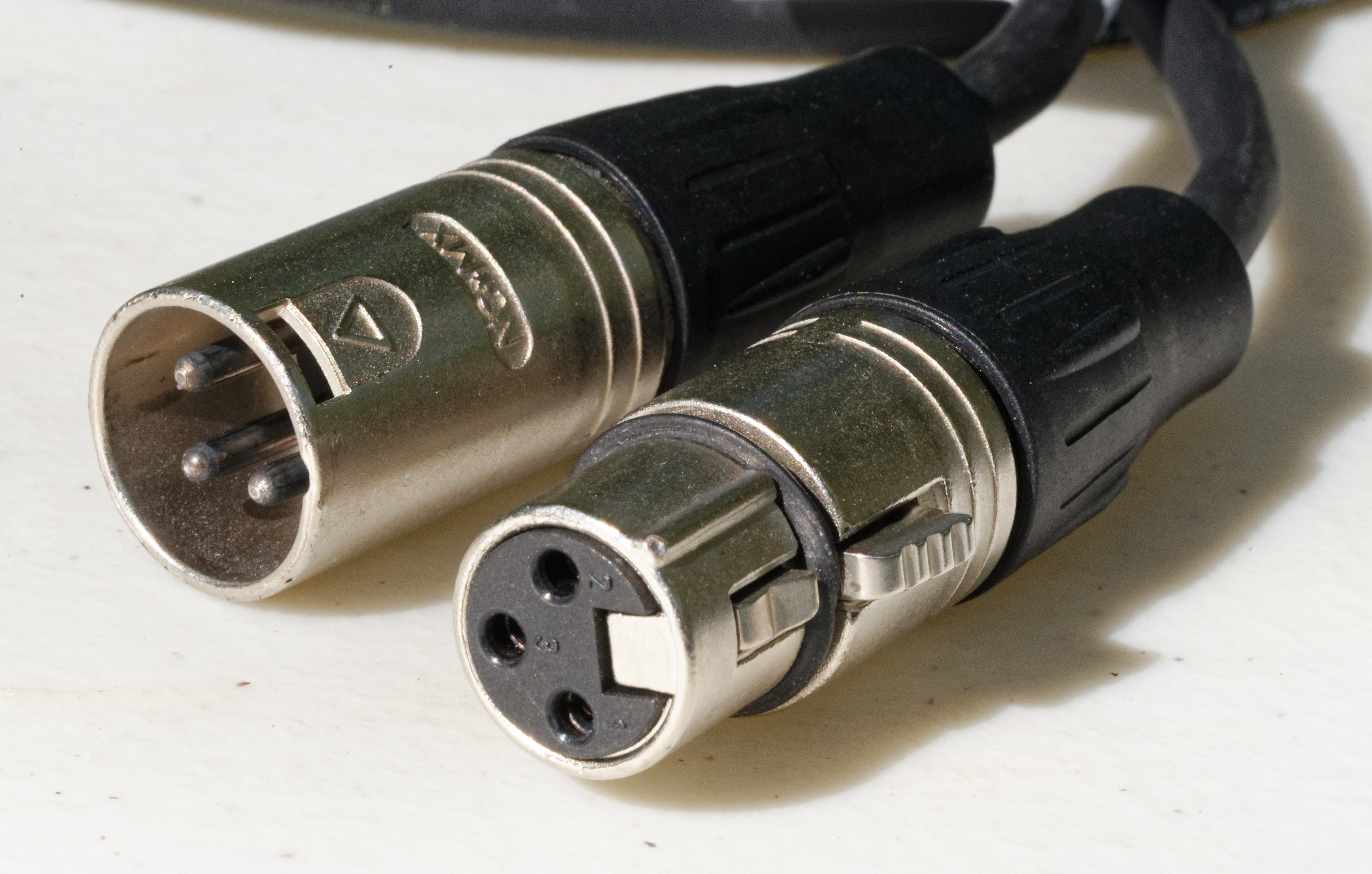
Cables et raccords audio symétriques professionnels « XLR »

## Protection du signal contre les perturbations
On utilise des lignes symétriques pour diminuer l'influence des perturbations électromagnétiques. Dans l'environnement moderne, tout circuit se comporte comme une boucle dans laquelle des champs magnétiques variables créent des courants induits. Le principal champ variable est celui, à 50 Hz ou  60 Hz, causé par les lignes de distribution de courant alternatif. Lorsque deux lignes acheminant un signal courent en parallèle, chacune crée des perturbations et des interférences vers l'autre. Dans une connexion asymétrique, ces perturbations s'ajoutent au signal. Dans une ligne symétrique, la perturbation s'exerce à peu près également sur les deux conducteurs ; comme le signal est la différence entre les deux, les perturbations sont fortement atténuées.
La protection contre les perturbations électromagnétiques est d'autant plus nécesssaire que :
- le signal est faible (câbles de microphone) ;
- la ligne est longue ;
- les perturbations sont fortes (présence de moteurs électriques, de variateurs de lumière, de téléphones portables).

Pour diminuer encore l'influence des champs électromagnétiques à basse fréquence, les conducteurs des lignes symétriques se disposent en paires torsadées. De cette manière, l'influence perturbatrice s'exerce tantôt dans un sens, tantôt dans l'autre, et est ainsi plus faible.
Un autre procédé, pour atténuer les perturbations, consiste à envelopper le conducteur unique d'une ligne asymétrique par une gaine mise à la masse (câble coaxial). On l'utilise aussi pour les lignes symétriques. On parle alors de blindage.

## Lignes de transmission
Lorsque la longueur d'une ligne est du même ordre de grandeur que la longueur d'onde la plus courte du signal qu'elle transmet, son impédance caractéristique doit être égale à celles, égales aussi, de sortie de l'émetteur et d'entrée du récepteur (ou charge).